# Calanthe coreana
Calanthe coreana là một loài thực vật có hoa trong họ Lan. Loài này được Nakai mô tả khoa học đầu tiên năm 1914.